# Centre de liaison et d'information des puissances maçonniques signataires de l'appel de Strasbourg
Le Centre de liaison et d'information des puissances maçonniques signataires de l'appel de Strasbourg (CLIPSAS) est une organisation internationale d'obédiences maçonniques libérales.

## Historique

### Appel de Strasbourg
Le CLIPSAS a été constitué le 22 janvier 1961 à l'appel de onze obédiences maçonniques souveraines,, : Grand Orient d'Autriche (de), Grand Orient de Belgique, Grande Loge AFAM d'Allemagne, Grand Orient fédéral d'Espagne, Grande Loge nationale française (dite « Opéra »), Grand Orient de France, Grande Loge nationale italienne, Grand Orient du Liban, Grand Orient de Luxembourg (de), Grande Loge des Pays-Bas, Grand Orient de Suisse, émues par l'intransigeance et les exclusives qu'elles estimaient abusives des obédiences du courant anglo-saxon déistes qui se considère comme seul « régulier » et représenté par la Grande Loge unie d'Angleterre. Dans le but de fédérer les obédiences libérales ou qui ne se reconnaissent pas dans ce qu'elles qualifient de « dogmatisme intransigeant », elles lancent cet appel à « toutes les maçonneries du monde » afin de les réunir dans le respect de leur souveraineté, de leurs rites, de leurs symboles et dans les principes de la franc-maçonnerie spéculatives des origines.
« Les Puissances Maçonniques Souveraines réunies à Strasbourg le 22 janvier 1961.

Considérant
Qu’il est impérieux de rétablir entre tous les Francs-Maçons la Chaîne d’Union rompue par de regrettables exclusives contraires aux principes des Constitutions d’Anderson de 1723 ;
Qu’il importe à cet effet de rechercher en commun en tenant compte de toutes les traditions, de tous les rites, de tous les symboles, de toutes les croyances et dans la respect de la liberté absolue de conscience, les conditions qui déterminent la qualité de Franc-Maçon.
Estiment
Que le fait de placer les travaux sous l’invocation du Grand Architecte de l’Univers et d’exiger qu’une des Trois Lumières soit le Livre Sacré d’une religion révélée doit être laissé à l’appréciation de chaque Loge et de chaque Obédience.
Décident et déclarent
D'établir entre elles des relations fraternelles et d’ouvrir les portes de leurs Temples, sans condition de réciprocité, à tout Franc-Maçon ou Franc-Maçonne ayant reçu la Lumière dans une Loge juste et parfaite à condition que la spécificité maçonnique de la Loge ou de l’Obédience permette ces visites.

Font appel
À tous les Francs-Maçons pour qu’ils se joignent à cette Chaîne d’Union fondée sur une totale liberté de conscience et une parfaite tolérance mutuelle. »
— Déclaration de onze obédiences

### Depuis l'Appel de Strasbourg
Le CLIPSAS dispose d'un poste d'observateur au Conseil économique et social des Nations unies (ECOSOC/CESNU).
Les principes fondamentaux de ce groupe d'obédiences diffèrent des basic principles anglais et des landmarks nord-américains sur deux points essentiels :
- Le principe de liberté absolue de conscience» remplace le principe d'une nécessaire foi en Dieu ;
- Le groupe reconnaît les obédiences féminines ou mixtes[2].

En août 2019, le convent du Grand Orient de France adopte un vœu proposé par le Conseil de l'Ordre qui demande de quitter le CLIPSAS. Cette décision fait suite aux propositions du livre blanc sur la politique internationale de l'obédience. Cette proposition est votée par les délégués des loges, par 1 091 voix contre 91,.

## Obédiences

### Obédiences membres
- Grand Orient de Suisse, fondateur en 1961, réintègre en mai 2004[8].
- Grand Orient d'Autriche (de) fondateur en 1961[8].
- Grand Orient de Luxembourg (de), fondateur en 1961[8].
- Sérénissime Grande Loge de langue espagnole (Serenísima Gran Logia de Lengua Española), fondateur en 1961[8].
- Grande Loge du Danemark, septembre 1970[8].
- George Washington Union, février 1979[8].
- Grande Loge Oméga de l'État de New York (Omega Grand Lodge of the State of New York), mars 1982[8].
- Grande Loge symbolique espagnole, mars 1983[8].
- Grande Loge mixte de France, mars 1984, réintègre en mai 2013.
- Grande Loge féminine de France, mars 1985, réintègre en juin 2019.
- Grand Orient lusitanien (Grande Oriente Lusitano), avril 1985[8].
- Grande Loge haïtienne de St-Jean des Orients d'Outre-Mer, mai 1985[8].
- Grande Loge d'Haïti de 1961, mai 1987[8].
- Humanitas Grande Loge maçonnique pour femmes et hommes en Allemagne (de) (Humanitas Freimaurergroßloge für Frauen und Männer in Deutschland), mai 1987[8].
- Grand Orient latino-américain (Gran Oriente Latino Americano), mai 1987[8].
- Grand Orient et Loges associés du Congo, avril 1989[8].
- Grande Loge libérale  de Turquie, avril 1989[8].
- Grande Loge mixte du Chili (es), mai 1991[8].
- Grande Loge française de Memphis-Misraïm, mai 1991[8].
- Grande Eburnie, mai 1992[8].
- Grande Loge féminine de Memphis-Misraïm, mai 1992.
- Grande Loge féminine de Turquie, mai 1993.
- Grande Loge féminine du Chili (Gran Logia Femenina de Chile), 1994[8].
- Grande Loge maçonnique féminine d'Italie (Gran Loggia massonica femminile d'Italia), mai 1995[8].
- Grande Loge unie du Paraná (Grande Loja Unida do Paraná), mai 1995[8].
- Sérénissime Grand Orient de Grèce, mai 1996[8].
- Grande Loge nationale du Canada, mai 1997[8].
- Grand Orient national "Gloire de l'Occident" du Brésil (Grande Oriente Nacional Glória do Ocidente do Brasil), mai 1998[8].
- Grande Loge du Nord de la Colombie (Gran Logia del Norte de Colombia), avril 2000[8].
- Ordre maçonnique international Delphi, mai 2001[8].
- Grande Loge centrale du Liban, mai 2002[8].
- Grand Orient mixte de Grèce, mai 2002[8].
- Grande Loge centrale de Colombie (Gran Logia central de Colombia), mai 2003[8].
- Grande Loge des Cèdres, mai 2003[8].
- Grand Rite Malagasy féminin, mai 2003[8].
- Grand Orient maçonnique chilien (Grande Oriente masónico Chileno), mai 2004[8].
- Grande Loge féminine d'Argentine (Gran Logia femenina de Argentina), mai 2004[8].
- Grande Loge Bet-El, mai 2005[8].
- Grande Loge féminine de Roumanie, mai 2006[8].
- Grand Orient de la franc-maçonnerie de l'Uruguay (Gran Oriente de la Franc-Masonería del Uruguay, ancien nom : Gran Oriente de la Francmasonería Mixta Universal), mai 2008[8].
- Grande Loge indépendante et souveraine des rites unis, mai 2008[8].
- Grande Loge du Maroc, mai 2008[8].
- Grand Orient fédéral de la république argentine (Gran Oriente federal de la Republica Argentina), mai 2009[8].
- Grand Orient de Roumanie, mai 2009[8].
- Grande Loge constitutionnelle du Pérou (Gran Logia constitucional del Perú), mai 2009[8].
- Grande Loge Hiram Habif (Gran Logia Hiram Habif), mai 2009[8].
- Grande Loge nationale unie de Roumanie (Gran Logia nacional unida de Rumania), mai 2009[8].
- Fédération colombienne de loges maçonniques (Federación Colombiana de logias masónicas), mai 2010[8].
- Grande Loge féminine du Brésil (Grande Loja feminina do Brasil), mai 2010[8].
- Grand Orient de Catalogne (Gran Orient de Catalunya), mai 2011.
- Grande Loge libérale d'Autriche, mai 2011.
- Grande Loge souveraine du Venezuela (Gran Logia soberana de Venezuela), mai 2011.
- Grande Loge unie du Liban, mai 2011.
- Grand Orient ibérique, mai 2012.
- Grand Orient équatorien Nouvelle ère (Gran Oriente Ecuatoriano Nueva Era), mai 2013
- Grande Loge mixte souveraine, mai 2014.
- Grande Loge symbolique travaillant au Rite écossais primitif, mai 2014.
- Grande Loge unie de Bulgarie (United Grand Lodge of Bulgaria) (Обединена Велика ложа на България), mai 2014.
- Grande Loge des cultures et de la spiritualité, mai 2014.
- Grand Orient des peuples de Russie (en), mai 2015.
- Grande Loge de Caroline du Sud des Anciens maçons libres et acceptés (South Carolina Grand Lodge of Ancient Free and Accepted Masons), mai 2015.
- Grande Loge féminine du Maroc, mai 2015.
- Grande Loge mixte nationale, mai 2015.
- Grande Loge symbolique du Portugal (Grande Loja Simbólica de Portugal), mai 2015.
- Grande Loge ANI du Canada, mai 2016.
- Grande Loge traditionnelle et symbolique d'Afrique, mai 2016.
- Fédération ouest-africaine du Droit Humain, mai 2016.
- Grande Loge universelle de langue espagnole aux États-Unis d'Amérique (Gran Logia Universal de Habla Hispana en los Estados Unidos de América), mai 2016.
- Grande Loge mixte du Liban, mai 2016.
- Grand Orient de Slovénie (sl), mai 2016.
- Grand Orient de Canaan, mai 2017.
- Grand Orient du Congo-Brazzaville, mai 2017.
- Grand Orient maçonnique pan-américain (Grande Oriente Maçônico Pan-Americano), mai 2017.
- Grande Loge nationale de Croatie (Grand National Lodge of Croatia - Velika Nacionalna Loža Hrvatske), mai 2017.
- Grande Loge très vénérable de New York (The Most Worshipful NY Grand Lodge), mai 2017.
- Grande Loge unie de Sainte-Catherine (Grande Loja Unida de Santa Catarina), mai 2017.
- Grande Loge de Cochabamba Bolivie "Funlomasbo" (Gran Logia de Cochabamba Bolivia "Funlomasbo"), mai 2018.
- Grande Loge d'Albanie (Lozha e Madhe e Shqipërisë), mai 2018.
- Grande Loge française de Misraïm, juin 2019
- Centre d'activité maçonnique ésotérique acceptée (Centro Attivitá Massoniche Esoteriche Accettate), mai 2022.
- Fédération Memphis-Misraim, mai 2022.
- Grande Loge féminine du Cameroun, mai 2022.
- Grande Loge symbolique ivoirienne, mai 2022.
- Grande Loge symbolique de Lusitanie (Grande Loja symbolica da Lusitania), mai 2022.
- Ordre maçonnique souverain d'Italie (it), mai 2022.
- Ordre maçonnique traditionnel italien (it), mai 2022.
- Grand Orient national mexicain (Gran Oriente Nacional Mexicano), mai 2023.
- Grande Loge d'Italie de rite écossais (Gran Loggia d'Italia Di Rito Scozzese), mai 2023.
- Grande Loge libérale d'Italie (it), mai 2023.
- Grande Loge libérale de Serbie (Liberalna Velika Loža Srbije - Либерална велика ложа Србије), mai 2023.

### Anciens membres
- Grand Orient de Belgique, fondateur en 1961, absent entre 1996 et 2008, réintègre en mai 2008, quitte l'organisation en 2019[8].
- Grand Orient de France, fondateur en 1961, absent entre 1996 et 2010, réintègre en mai 2010, quitte l’organisation en 2019[8].
- Grande Loge d'Italie (Gran Loggia d'Italia), fondateur en 1961, quitte l’organisation en 2021[8].
- Grande Loge mixte de Porto Rico, février 1976, n'est plus membre de l'organisation depuis 2023[8].
- Grande Loge de la république du Venezuela, 1980.
- Grand Rite malgache, mars 1981, n'est plus membre de l'organisation depuis 2023[8].
- Grand Orient et Loge unis du Cameroun, mars 1982, n'est plus membre de l'organisation depuis 2023[8].
- Fédération française du « Droit humain », mars 1983, absente de 1996 à 2012, réintègre en mai 2013, décide lors de son convent d'août 2018 de quitter l'organisation.
- Grand Orient du Congo, mars 1984, n'est plus membre de l'organisation depuis 2023[8].
- Grande Loge féminine de Belgique, mars 1984, n'est plus membre de l'organisation depuis 2020[8].
- Grande Loge mixte universelle, avril 1984, réintègre en mai 2013, n'est plus membre de l'organisation depuis 2023.
- Grande Loge néerlandaise de la franc-maçonnerie mixte (Nederlandse Grootloge der Gemengde Vrijmetsalerij), mars 1985, a quitté l'organisation avant 2019[8].
- Grand Bénin de la république du Bénin, mai 1988, n'est plus membre de l'organisation depuis 2023[8].
- Grande Loge Humanitas d'Autriche (de), avril 1989, n'est plus membre de l'organisation depuis 2023[8].
- Grande Loge symbolique helvétique, mai 1992, a quitté l'organisation avant 2019.
- Grande Loge de la Caraïbe (Guadeloupe), mai 1997, n'est plus membre de l'organisation depuis 2023[8].
- Grand Orient du Mexique (Gran Oriente de México), mai 1997.
- Grande Loge maçonnique mixte du Brésil (Grande Loja maçonica mixta do Brasil), mai 2001, n'est plus membre de l'organisation depuis 2023[8].
- Grande Loge unie de Pernambouc (Grande Loja unida de Pernambuco), mai 2002, n'est plus membre de l'organisation depuis 2023[8].
- Grande Loge mixte de Memphis-Misraïm, mai 2003, n'est plus membre de l'organisation depuis 2022[8].
- Grande Loge symbolique masculine d'Afrique, mai 2003, n'est plus membre de l'organisation depuis 2022[8].
- Grande Loge Architectes du Verseau (Grande Loja arquitetos de Aquário), mai 2005, n'est plus membre de l'organisation depuis 2023[8].
- Grande Loge féminine de la franc-maçonnerie brésilienne (Grande Loja feminina da Maçonaria Brasileira), mai 2005, a quitté l'organisation avant 2019.
- Grande Loge Benjamin Herrera (Gran Logia Benjamim Herrera), mai 2006, n'est plus membre de l'organisation depuis 2023[8].
- Grand Orient du Salvador (Gran Oriente de El Salvador), mai 2009, n'est plus membre de l'organisation depuis 2023[8].
- Lithos - Confédération de loges, mai 2011, n'est plus membre de l'organisation depuis 2019.
- Grande Loge de Belgique, mai 2011, n'est plus membre de l'organisation depuis 2020.
- Grande loge orientale du Pérou (Gran Logia oriental del Perú), mai 2011, n'est plus membre de l'organisation depuis 2023.
- Ordre initiatique et traditionnel de l'Art royal, mai 2014, n'est plus membre de l'organisation depuis 2023.
- Grand Orient du Mexique (Grande Oriente de México), mai 2015, n'est plus membre de l'organisation depuis 2023.
- Grand Orient maçonnique du Brésil (Grande Oriente Maçônico do Brasil),  mai 2016, n'est plus membre de l'organisation depuis 2023.
- Grand Orient de Thaïlande (Grand Orient of Thaïland), mai 2017, n'est plus membre de l'organisation depuis 2023.

## Présidents du CLIPSAS
De 1961 à 1990, les présidents sont issus du Grand Orient de Belgique.
- 1961–1962 : Georges Beernaerts (Grand Orient de Belgique)
- 1962–1964 : Charles Castel (idem)
- 1964–1966 : Walter Heinz (idem)
- 1966 : Paul Van Hercke (idem)
- 1966–1970 : Robert Dille (idem)
- 1970–1973 : Victor Martiny (idem)
- 1973–1976 : Pierre Burton (idem)
- 1976–1979 : Jaak Nutkewitz (idem)
- 1979–1982 : André Mechelynck (idem)
- 1982–1985 : Nicolas Bontyes (idem)
- 1985–1987 : Silvain Loccufier (idem)
- 1987–1990 : Guy Vlaeminck (idem)
- 1990–1993 : Jean-Robert Ragache (Grand Orient de France)
- 1993–1996 : Marc-Antoine Cauchie (Grand Orient de Luxembourg)
- 1996–1998 : Marie-France Coquard (Grande Loge féminine de France)
- 1998–2000 : Javier Otaola Bajeneta (Grande Loge symbolique espagnole)
- 2000–2004 : Marc-Antoine Cauchie (Grand Orient de Luxembourg)
- 2004–2007 : Gabriel Nzambila (Grands Orients et Loge associée du Congo)
- 2007 : Jefferson Isaac João Sscheer (Grande Loja unida do Parana)
- 2008–2011 : Marc-Antoine Cauchie (Grand Orient de Luxembourg)
- 2011–2014 : António Reis (Grande Oriente Lusitano)
- 2014–2017 : Louis Daly (Grande Loge Omega de New-York)
- 2017–2021 : François Padovani (Grande Loge mixte de France)
- Depuis 2021 : Ivan Herrera Michel (Federacion Colombiana de Logias Masónicas)

## Autres structures internationales
- Secrétariat international maçonnique des puissances adogmatiques (SIMPA)
- Centre de liaison international de la franc-maçonnerie féminine (CLIMAF)
- Confédération des grandes loges unies d'Europe (GLUDE)
- Confédération internationale de puissances maçonniques (CIPM)